# Jens Als Andersen
Jens Als  (født 22. august 1958) født Jens Als Andersen, er en dansk sejlsportsmand. Han har sejlet siden 1968 i mange forskellige bådtyper. Han blev handicappet ved en ulykke i 1974, hvor han brækkede ryggen. Til trods for dette har han deltaget 3 gange i det såkaldte Single-handed Trans-Atlantic Race alene over Nordatlanten. Desuden har han som eneste dansker nogensinde repræsenteret Danmark ved de Paralympiske Lege i sejlads i Sydney 2000, Athen 2004, Qingdao 2008 og London 2012 – alle de 4 gange, hvor sejlsport har været medaljesport. Senest er han en af drivkræfterne bag Sailing Sclerosis, et projekt som med mennesker, der har fået konstateret Multiple Sclerose, sejler rundt om jorden. Medlem af Adventurers Club of Denmark.